# Hanzei
Keizer Hanzei (反正天皇,, Hanzei-tennō), of Hanshō, was de achttiende keizer van Japan, volgens de traditionele opvolgingsvolgorde. Er zijn geen concrete data omtrent zijn geboorte, regeerperiode en dood, behalve dat hij ergens in de vroege 5e eeuw keizer was.
Hanzei was de broer van keizer Richu. Het is niet bekend waarom hij zijn broer opvolgde in plaats van een van diens twee zonen.
De omschrijving van Hanzei in de Kojiki is twijfelachtig. Zo wordt onder andere beweerd dat hij een zeer groot man was (ongeveer 2,7 meter). Hij zou hebben geregeerd vanuit het paleis van Shibakaki in Tajihi. Hij zou een rustige dood zijn gestorven in zijn paleis.
* Regent Jingu staat niet op de traditionele lijst.